# Archibald Paris
Archibald Charles Melvill Paris (ur. 28 maja 1892 na wyspie Portsea, zm. 3 marca 1942 na Oceanie Indyjskim) – brygadier i oficer British Army.

## Życiorys
Był synem gen. mjr Archibalda Parisa, oficera Royal Marines, który dowodził 63 Dywizją Royal Naval podczas I wojny światowej i panii Paris (nazwisko rodowe Melvill). 
Paris ukończył Royal Military Academy Sandhurst i wstąpił do Oxfordshire and Buckinghamshire Light Infantry w 1909 roku. Ożenił się z Ruth Norton. Paris służył podczas I wojny światowej i został odznaczony Military Cross w 1917 roku.
Chociaż Paris znany jest przede wszystkim z powodu śmierci na skutek nieszczęśliwych okoliczności związanych z holenderskim statkiem "Rooseboom", który zatonął w pobliżu Sumatry w 1942 roku, to był on także jednym z niewielu brytyjskich dowódców, którzy stoczyli wyrównaną walkę z Japończykami podczas bitwy o Malaje i w czasie późniejszego upadku Singapuru. 

## Bitwa o Malaje
W grudniu 1941 roku brygadier Archibald Paris dowodził indyjską 12 Brygadą Piechoty, która stanowiła część garnizonu singapurskiego. Kiedy bitwa rozpoczęła się w północnych Malajach 12 Brygada Parisa została wysłana do osłaniania odwrotu indyjskiej 11 Dywizji Piechoty, co zakończyło się z sukcesem, do takiego stopnia, że zaskoczyło to Japończyków, powodując ciężkie straty wśród ich większych jednostek. 
Kiedy gen. Percival odwołał gen. mjr Davida Murraya-Lyona z dowództwa 11 Dywizji Piechoty Paris otrzymał to stanowisko i był jej dowódcą do czasu katastrofalnej bitwy nad rzeką Slim, kiedy gen. mjr Berthold Key przejął dowództwo nad 11. Dywizją Piechoty, a Paris powrócił do stanowiska dowódcy 12 Brygady. Paris dowodził 12 Brygadą podczas odwrotu przez Malaje i późniejszej bitwy o Singapur. 

### "Rooseboom"
Przed upadkiem Singapuru w lutym 1942 roku Percival próbował uratować personel, który walczył z sukcesem przeciwko Japończykom i Paris był jednym z nich. Paris uciekł na pokładzie holenderskiego statku "Rooseboom", który został zatopiony u wybrzeży Sumatry. Pomimo tego, że zdołał przeżyć zatonięcie okrętu razem z 80 innymi pasażerami w jednej łódce ratunkowej, to nie przeżył on 28 dni dryfowania na łódce przez 100 mil morskich. Przeżyło tylko 5 rozbitków.

Walka o przetrwanie po zatonięciu "Rooseboom" została opisana przez Waltera Gibsona w książce The boat. Gibson był jednym z rozbitków z batalionu Argyll & Southerland Highlanders: 
W trzecią noc po opuszczeniu Padang "Rooseboom" został trafiony torpedą i wkrótce się wywrócił i zatonął, biorąc większość z 500 pasażerów na pokładzie ze sobą i pozostawiając tylko jedną łódź ratunkową. Na łodzi tej, przeznaczonej dla 28 osób, znajdowało się 80 osób ze 135, którzy przeżyli zatonięcie. Reszta trzymała się lin ratunkowych i resztek okrętu pływających w morzu. Najwyższy rangą żołnierz wśród przeżyłych, brygadier Paris, wziął odpowiedzialność za dyscyplinę na łódce, informując jednocześnie rozbitków, że holenderski kapitan "Rooseboom", który także przeżył, przejmuje całkowite dowództwo. Dyscyplina była jednak daremna w obliczu niedostatków, które wtedy nastąpiły. Mężczyźni i kobiety oszaleli z powodu pragnienia. Wielu rzucało się za burtę zamiast stawić czoło cierpieniu. Według Gibsona grupa żołnierzy renegatów umieszczała się na dziobie łódki i w nocy wyrzucała słabszych ocalałych za burtę, aby móc przejąć skromne racje, zanim samemu zostało się zaatakowanym i wyrzuconym za burtę. Brygadier Paris halucynował przed wpadnięciem w śpiączkę, z której się już nie obudził. Holenderski kapitan został zabity przez jednego ze swoich inżynierów. Liczba żyjących rozbitków zmniejszała się w olbrzymim tempie. W międzyczasie łódka wylądowała na Sipurze, wyspie koralowej u wybrzeży Sumatry (oddalonej 100 mil od portu w Padang). Przeżył tylko Gibson, chińska dziewczyna, Doris Lin, z którą Gibson zawiązał bliższą więź podczas tych strasznych tygodni i trzech Jawajczyków. Jeden z nich utonął, kiedy próbowali się dostać na ląd. Pozostali Jawajczycy zniknęli. W późniejszym czasie, po zabraniu przez tubylców, Gibson i Doris Lin zostali znalezieni przez japoński patrol. Gibson powrócił do Padang jako jeniec wojenny. Później dowiedział się, że Lin została rozstrzelana przez Japończyków za szpiegostwo.